# بلکبورن (آرکانزاس)
بلکبورن (به انگلیسی: Blackburn) یک منطقهٔ مسکونی در ایالات متحده آمریکا است که در ناحیه لیز کریک، شهرستان واشینگتن، آرکانزاس واقع شده‌است. بلکبورن ۵۷۶ متر بالاتر از سطح دریا واقع شده‌است.